# 龙尚 (上索恩省)
龙尚（法語：Ronchamp，法語發音：[ʁɔ̃ʃɑ̃]）是法国上索恩省的一个市镇，属于吕尔区。由勒·柯布西耶设计的廊香教堂位于该市镇。

## 地理
龙尚（47°42'1"N, 6°38'0"E）面积23.54 平方千米，位于法国勃艮第-弗朗什-孔泰大區上索恩省，该省份为法国东部内陆省份，北起顺时针与孚日省、贝尔福地区省、杜省、汝拉省、科多尔省和上马恩省接壤。
与龙尚接壤的市镇（或旧市镇、城区）包括：弗雷斯、尚帕涅、拉科特、马尼达尼贡、马尔布昂、圣巴泰勒米。

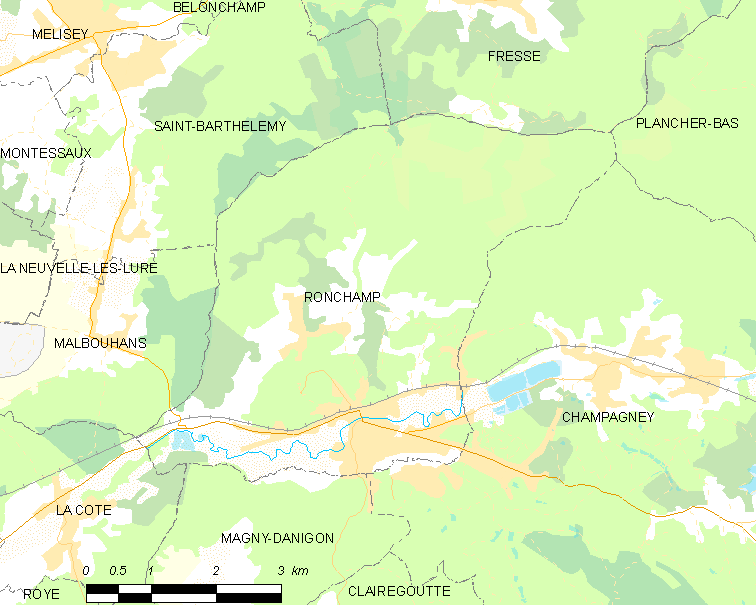
的OSM定位图

龙尚的时区为UTC+01:00、UTC+02:00（夏令时）。

## 行政
龙尚的邮政编码为70250，INSEE市镇编码为70451。

## 政治
龙尚所属的省级选区为吕尔第一县。

## 人口

1962-2008年间人口变化图示

龙尚于2022年1月1日时的人口数量为2745人。